# Ashley Fisher
Ashley Fisher (Wollongong, 25 september 1975) is een tennisspeler uit Australië die sinds 1998 actief is in het professionele circuit.
Fisher is alleen actief in het dubbelspeltennis en won tot op hedenvier ATP-toernooien en stond in nog zeven finales.
Voor zijn profcarrière speelde Fisher Collegetennis voor de Texas Christian University.

## Palmares
| Legenda                       | Legenda               |
| ----------------------------- | --------------------- |
| Grand Slam                    |                       |
| Olympische Spelen             |                       |
| tot 2009                      | vanaf 2009            |
| Tennis Masters Cup            | ATP Finals            |
| ATP Masters Series            | ATP Tour Masters 1000 |
| ATP International Series Gold | ATP Tour 500          |
| ATP International Series      | ATP Tour 250          |

### Dubbelspel
| Nr.                          | Datum             | Toernooi            | Ondergrond    | Partner          | Tegenstanders in finale                | Score                | Details |
| ---------------------------- | ----------------- | ------------------- | ------------- | ---------------- | -------------------------------------- | -------------------- | ------- |
| Gewonnen finales herendubbel |                   |                     |               |                  |                                        |                      |         |
| 1.                           | 20 juli 2003      | ATP Amersfoort      | Gravel        | Devin Bowen      | Chris Haggard André Sá                 | 6–0, 6–4             | Details |
| 2.                           | 8 oktober 2006    | ATP Tokio           | Hardcourt (i) | Tripp Phillips   | Jim Thomas Paul Goldstein              | 6-2, 7-5             | Details |
| 3.                           | 16 september 2007 | ATP Peking          | Hardcourt     | Rik De Voest     | Chris Haggard Yen-hsun Lu              | 6-7(3), 6-0, [10-6]  | Details |
| 4.                           | 20 juli 2008      | ATP Indianapolis    | Hardcourt     | Tripp Phillips   | Scott Lipsky David Martin              | 3–6, 6–3, [10–5]     | Details |
| Verloren finales herendubbel |                   |                     |               |                  |                                        |                      |         |
| 1.                           | 13 april 2003     | ATP Casablanca      | Gravel        | Devin Bowen      | František Cermák Leoš Friedl           | 3-6, 5-7             | Details |
| 2.                           | 2 oktober 2005    | ATP Ho Chi Minhstad | Hardcourt     | Robert Lindstedt | Lars Burgsmüller Philipp Kohlschreiber | 6-5(3), 4-6, 2-6     | Details |
| 3.                           | 28 september 2008 | ATP Peking          | Hardcourt     | Bobby Reynolds   | Ross Hutchins Stephen Huss             | 5-7, 4-6             | Details |
| 4.                           | 14 februari 2009  | ATP Johannesburg    | Hardcourt     | Rik De Voest     | James Cerretani Dick Norman            | 7-6(7), 2-6, [12-14] | Details |
| 5.                           | 5 april 2009      | ATP Miami           | Hardcourt     | Stephen Huss     | Maks Mirni Andy Ram                    | 7-6(4), 2-6, [7-10]  | Details |
| 6.                           | 9 mei 2009        | ATP München         | Gravel        | Jordan Kerr      | Jan Hernych Ivo Minář                  | 4–6, 4–6             | Details |
| 7.                           | 26 juli 2009      | ATP Indianapolis    | Hardcourt     | Jordan Kerr      | Ernests Gulbis Dmitri Toersoenov       | 4–6, 6–3, [9–11]     | Details |

## Prestatietabel
| Legenda | Legenda                          |
| ------- | -------------------------------- |
| g.t.    | geen toernooi gehouden           |
| l.c.    | lagere categorie                 |
| –       | niet deelgenomen                 |
| G       | uitgeschakeld in de groepsfase   |
| 1R      | uitgeschakeld in de eerste ronde |
| 2R      | uitgeschakeld in de tweede ronde |
| 3R      | uitgeschakeld in de derde ronde  |
| 4R      | uitgeschakeld in de vierde ronde |
| KF      | uitgeschakeld in de kwartfinale  |
| HF      | uitgeschakeld in de halve finale |
| F       | de finale verloren               |
| W       | het toernooi gewonnen            |
| w-v     | winst/verlies-balans             |

### Prestatietabel grand slam, dubbelspel
| Toernooi        | 2000 | 2001 | 2002 | 2003 | 2004 | 2005 | 2006 | 2007 | 2008 | 2009 | 2010 | 2011 |
| --------------- | ---- | ---- | ---- | ---- | ---- | ---- | ---- | ---- | ---- | ---- | ---- | ---- |
| Australian Open | 1R   | 1R   | 3R   | 3R   | 1R   | 3R   | KF   | 2R   | –    | 2R   | –    | 1R   |
| Roland Garros   | –    | 1R   | 1R   | 2R   | 1R   | 1R   | 1R   | 1R   | 1R   | 3R   | –    | 3R   |
| Wimbledon       | –    | 1R   | 1R   | 2R   | KF   | 2R   | 3R   | 1R   | 2R   | 1R   | –    | 3R   |
| US Open         | –    | –    | 1R   | 1R   | 2R   | 1R   | HF   | 1R   | 3R   | 1R   | –    | 1R   |